# Lepus comus
La liebre de Yunnan (Lepus comus) es una especie de mamífero lagomorfo de la familia Leporidae. Es propia de China, donde se encuentra principalmente en Yunnan, así como en el norte de Birmania. No se reconocen subespecies.